# Suzanne Daneau
Suzanne Daneau, née le 17 août 1901 à Tournai (Belgique) et morte le 30 novembre 1971 à l'âge de 70 ans dans la même ville, également connue professionnellement sous le pseudonyme de Luc Lalain, est une pianiste et compositrice belge. 

## Biographie
Elle est la fille de Nicolas Daneau, compositeur et pédagogue et Laure Joséphine Beatrix Delzenne.
Elle effectue ses études musicales au Conservatoire royal de Bruxelles dans la classe de composition avec Paul Gilson puis dans celle de piano avec Arthur De Greef.
Elle participe à l'événement musical du concours d'art aux Jeux olympiques d'été de 1924.